# Abdelkarim Baadi
Abdelkarim Baadi (arab. ‏عبدالكريم باعدي‎; ur. 14 kwietnia 1996 w Agadirze) – marokański piłkarz, grający na pozycji lewego obrońcy. W sezonie 2020/2021 zawodnik Renaissance Berkane. Reprezentant kraju,

## Kariera klubowa
Wychowanek Hassanii Agadir, do 2016 roku występował w zespole młodzieżowym tego zespołu, ale zadebiutował wcześniej, 25 kwietnia 2015 roku w meczu przeciwko KACowi Kénitra, wygranym 1:0 (Abdelkarim Baadi wszedł na ostatnią minutę spotkania). Pierwszą bramkę w tym zespole strzelił w meczu przeciwko Chababowi Rif Al Hoceima, wygranym 3:1. Abdelkarim Baadi strzelił gola w 52. minucie meczu. Pierwszą asystę zaliczył 30 listopada 2018 roku w meczu przeciwko Olympique Khouribga, wygranym 1:0. Abdelkarim Baadi asystował przy bramce w 32. minucie spotkania. Łącznie w Agadirze rozegrał 53 mecze, strzelił jedną bramkę i zanotował 4 asysty.
28 października 2020 roku został zawodnikiem Renaissance Berkane. Zadebiutował tam 5 grudnia 2020 roku w meczu przeciwko Renaissance Zemamra, wygranym 0:2. Pierwszą asystę zaliczył 2 marca 2021 roku w meczu Pucharu Maroka przeciwko Maghrebowi Fez, wygranym 7:8 (po rzutach karnych). Asystował przy bramce w 116. minucie. Łącznie do 17 czerwca 2021 roku rozegrał dla zespołu z Berkane 13 ligowych meczów i zaliczył jedną asystę.

## Kariera reprezentacyjna
Abdelkarim Baadi w reprezentacji Maroka zadebiutował 22 marca 2019 roku w meczu przeciwko Malawi, zremisowanym bezbramkowo. Łącznie do 17 czerwca 2021 roku rozegrał 5 meczów.